# سفارة الولايات المتحدة في أوكرانيا
سفارة الولايات المتحدة في أوكرانيا هي أرفع تمثيل دبلوماسي لدولة الولايات المتحدة لدى أوكرانيا. تقع السفارة في كييف وهي تهدف لتعزيز المصالح الأمريكية في أوكرانيا.

## وصلات خارجية
- الموقع الرسمي
- قائمة سفارات الولايات المتحدة
- قائمة السفارات في أوكرانيا